# Juan Antonio Porto
Juan Antonio Porto Alonso (La Coruña, 10 de enero de 1937-Madrid, 16 de febrero de 2021) fue un guionista español.

## Biografía
Diplomado en Dirección por la Escuela Oficial de Cinematografía, Porto es uno de los maestros de la escritura de guiones cinematográficos en España. Colaborador habitual de cineastas como Pilar Miró y Pedro Olea en películas como El crimen de Cuenca, Beltenebros, El bosque del lobo, La casa sin fronteras o La Corea, ha destacado especialmente en la adaptación de obras literarias, como La Regenta, de Gonzalo Suárez; la citada Beltenebros o la serie televisiva La forja de un rebelde, de Mario Camus. 
Autor de numerosos ensayos y textos sobre temas cinematográficos, Porto ha desarrollado también una fructífera labor pedagógica impartiendo clases durante treinta años en la Facultad de Ciencias de la Información de la Universidad Complutense y en la Escuela de Cine de la Comunidad de Madrid. Uno de sus últimos guiones fue el de La conjura de El Escorial, de Antonio del Real. 

### Distinciones y homenajes
En febrero de 2009 el Consejo de Ministros de España le otorgó la Medalla de Oro al mérito en las Bellas Artes. En 2014, la Facultad de Ciencias de la Información le rindió homenaje con la publicación del libro "Un guionista en la universidad".